# Schwebebettbiologie

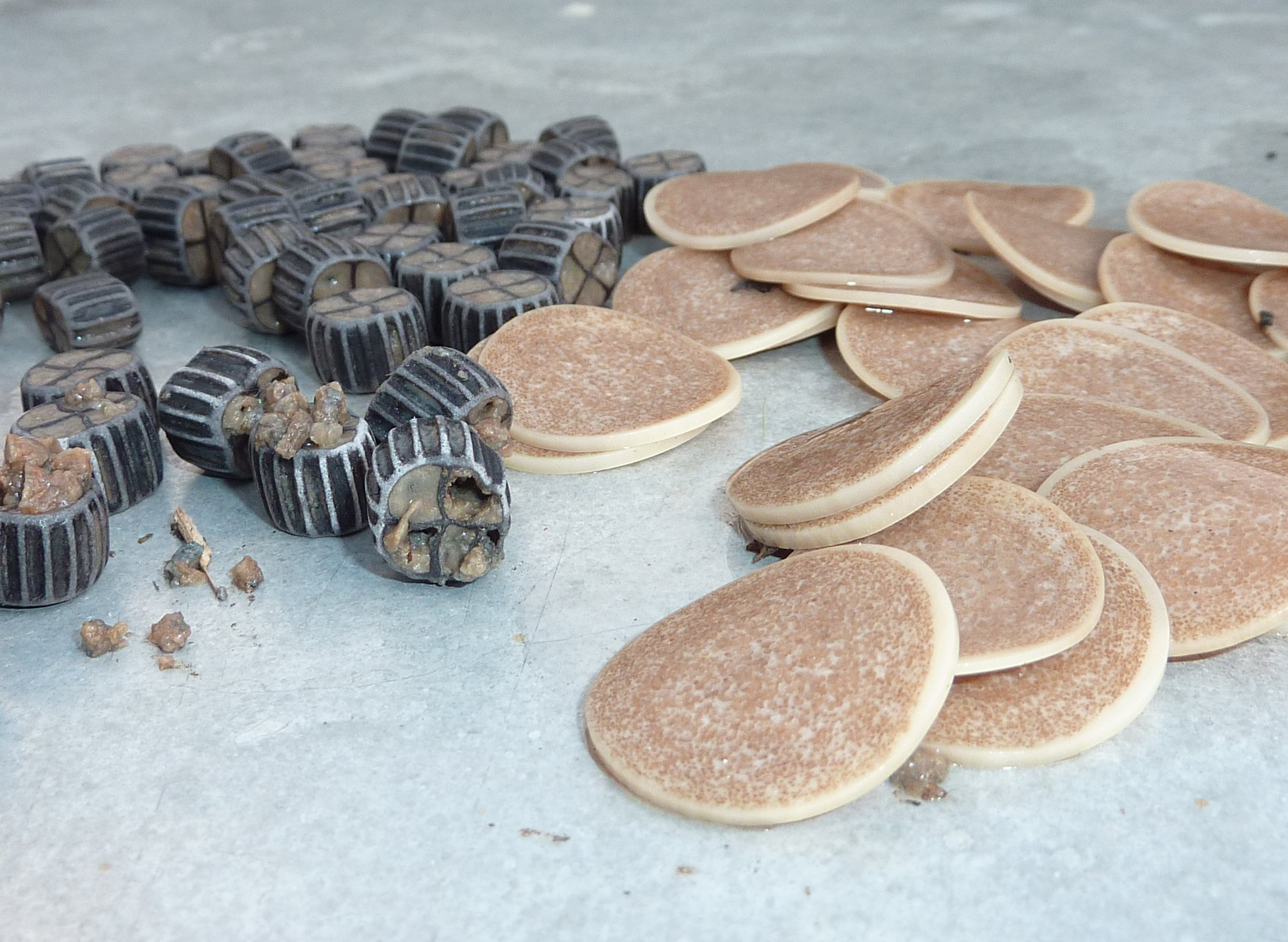
Bewachsene Trägermedien (K1 und Mutag BioChip) für biologische Biofilmverfahren zur Abwasserreinigung

Die Schwebebettbiologie (englisch moving bed biofilm reaktor), auch Fließbettbiologie oder Wirbelbettbiologie genannt, ist ein Verfahren der biologischen Abwasserreinigung, bei dem die an den Abbauvorgängen beteiligten Mikroorganismen in einem Biofilm wachsen, der auf einen künstlichen Träger immobilisiert ist. Es gehört somit zu den biologischen Biofilmverfahren in der Abwasserreinigung. Im Gegensatz zu den Festbettbiologien ist der Träger nicht fixiert bzw. fest verankert, sondern bewegt sich frei im Reaktor.

## Betriebsweise
Als Trägermaterialien oder Füllkörper (engl. carrier) werden oft kleine, wenige Zentimeter große, zylindrische oder kugelförmige Kunststoffkörper verwendet, die meistens aus Polyethylen bestehen. Diese sind oft mit Innenstegen, Härchen oder Ausstülpungen versehen um die potenzielle Besiedlungsfläche zu erhöhen. Zum Einsatz kommt sowohl weiße Neuware, als auch schwarze Füllkörper aus Recyclingmaterial. Neuware ist trinkwassergeeignet, während Recyclingmaterial sich tendenziell schneller besiedelt. Die angebotenen Materialien sind hinsichtlich ihrer relevanten Oberflächen und Strukturen nicht vergleichbar bzw. klassifizierbar.
Wichtiger Faktor beim biologischen Schwebebettverfahren ist der ausreichende und häufige Kontakt zwischen Abwasserinhaltsstoffen und dem im Biofilm eingebetteten Mikroorganismus. Die dafür notwendige Durchmischung der Trägermedien in Reaktor ist bei aeroben Verfahren schon durch die notwendige Belüftung zu erreichen. Bei anaeroben Verfahren kann man die Füllkörper durch Pumpen von Wasser oder durch getauchte, langsam drehende Rührwerke im Bioreaktor verwirbeln.

## Biologischer Prozess
Die sich letztendlich auf dem Trägermaterial einstellende Biofilmbeschaffenheit und -dicke wird nicht nur durch die im Bioreaktor vorherrschenden Scherkräfte, sondern auch durch die Zusammensetzung und Belastung des Abwassers (Substrat) beeinflusst. Das Wachstum erfolgt umso stärker und schneller, je höher das Abwasser mit biologisch abbaubaren Inhaltsstoffen belastet ist. Beim relativ häufigen Einsatz der Schwebebettbiologie bei Reinigung von stark verschmutzten Abwässern der altpapierverarbeitenden Industrie werden zum Erreichen der Existenzphase des Biofilms bzw. gewünschten Abbauleistung nur wenige Tage beobachtet. Die Biofilmdicke kann dann durchaus mehrere Zentimeter betragen.
Der Transport des Sauerstoffs und der gelösten Abwasserinhaltsstoffe (Substrat) zu den in Biofilm eingebetteten Mikroorganismen und der Abtransport der Stoffwechselprodukte aus dem Biofilm erfolgt durch Diffusion. In Abhängigkeit von der Sauerstoffkonzentration, Biofilm- und Substratzusammensetzung erfolgt diese in der Regel bis zu einer Biofilmtiefe von etwa 100 bis 500 Mikrometer.

## Vor- und Nachteile
Probleme mit abnehmender Abbauleistung sind häufig damit begründet, dass die Biofilme auf den Trägern zu dick werden und die effektive Fläche des Trägermaterials abnimmt. Ein weiterer Nachteil der Schwebebettbiologien ist der relativ hohe Energiebedarf für die Durchmischung.
Zu den Vorteilen zählt der Verzicht auf Schlammrückführung (verglichen mit konventionellen Verfahren mit suspendierter Biomasse, Belebtschlammverfahren), hohe Prozessstabilität gegenüber Stoßbelastung und Störungen und die Möglichkeit der Etablierung von langsam wachsenden, auf schwer abbauende Verbindungen spezialisierten Mikroorganismen auf dem Träger.